# 대나무여우원숭이
대나무여우원숭이 또는 젠틀여우원숭이는 대나무여우원숭이속(Hapalemur)에 속한 여우원숭이의 총칭이다. 중간 크기의 영장류로 마다가스카르에서만 서식한다. 

## 특징

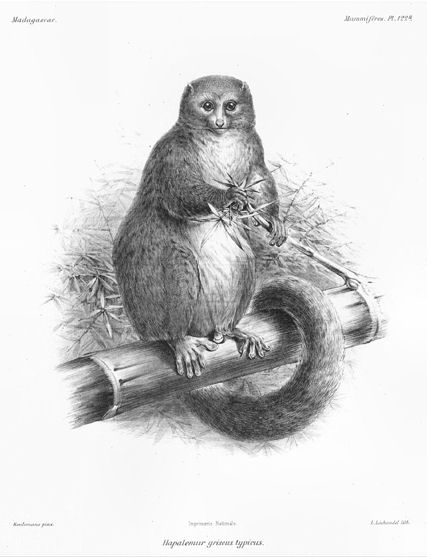
동부작은대나무여우원숭이

여우원숭이과에 속하는 비슷한 여우원숭이아과 원숭이와 달리 상당히 큰 크기의 동물로 튼튼한 체격을 가지고 있으며, 비교적 짧은 주둥이와 다리로 인해 더욱 덩치가 커졌다. 머리는 둥글고 야행성 동물의 큰 눈을 가지고 있으며, 털이 없는 귀는 작고 털에 반쯤 숨겨져 있으며, 사람 귀와 매우 유사한 신장 모양의 귀를 갖고 있다. 주둥이는 앞서 언급했듯이 납작하고 고양이과 동물의 주둥이와 비슷하며, 꼬리는 몸길이와 거의 비슷하지 않고 잡는 기능이 없다. 대나무여우원숭이는 종마다 다양한 회갈색의 털을 지니고 있다. 몸 길이는 26~46cm이고, 꼬리는 몸 정도되거나 길고, 몸무게는 2.5kg정도이다.
대나무여우원숭이는 대나무가 자라는 다습한 숲을 좋아한다. 하루종일 언제라도 활동할 수 있지만, 종종 해가 진 후에도 활동한다. 주로 나무 위에서 살지만, 가끔 땅에 내려 오기도 한다. 알라오트라여우원숭이는 알라오트라의 물에서 상당 시간을 갈대로 만든 침대에서 보내며, 다른 여우원숭이들이 단지 위험을 무릅쓰고 물을 마시는 것과 다르게, 헤엄도 잘 친다. 작은젠틀여우원숭이는 세 마리에서 다섯 마리씩 무리를 짓고, 숫컷 한 마리와 한 두 마리의 암컷 그리고 새끼들로 구성된 가족을 이루며 산다. 이들은 다양한 소리를 통해 서로 의사 소통을 한다.
오로지 대나무를 먹기 때문에 대나무여우원숭이라고 부른다. 어떻게 많은 양의 사이안화물을 먹이에서 해독할 수 있는지는 알려져 있지 않다. 임신기간은 135에서 150일간을 유지하며, 9월과 1월 사이에 한 두마리의 새끼를 낳는다. 약 4개월 후에 젖을 떼고(먹이가 넉넉할 때), 2년이 지나면 발육이 끝난다. 평균 수명은 12년이다.

## 하위 종
- 동부작은대나무여우원숭이 (H. griseus)
  - 동부작은대나무여우원숭이 (H. g. griseus)
  - 길버트대나무여우원숭이 (H. g. gilberti)
  - 라노마파나대나무여우원숭이 (H. g. ranomafanensis)
- 서부작은대나무여우원숭이 (H. occidentalis)
- 남부작은대나무여우원숭이 (H. meridionalis)
- 알라오트라여우원숭이 (H. alaotrensis)
- 황금대나무여우원숭이 (H. aureus)
- 큰대나무여우원숭이 (H. simus)

## 분류학
원래 1870년 존 에드워드 그레이가 큰대나무여우원숭이를 Hapalemur(Prolemur) simus로 기술했지만 1880년 초에 간단히 Hapalemur simus로 간주했다. 이 종이 다른 대나무여우원숭이속 종보다 호랑이꼬리여우원숭이와 더 가까운 관계라는 이해를 바탕으로 클린 그로브스는 2001년에 별도의 큰대나무여우원숭이속(Prolemur)을 부활시켜 이 종을 유일종으로 삼았다. 최근 연구에 따르면 큰대나무여우원숭이는 대나무여우원숭이속에 포함되어야 한다.

### 계통 분류
다음은 여우원숭이과 영장류의 계통 분류이다.

|  | \| \| 여우원숭이속 \| \| \| \| \| \| 대나무여우원숭이속 \| \| \| \| |
|  |                                                                     |
|  | 참여우원숭이속                                                      |
|  |                                                                     |
|  | 여우원숭이속                                                        |
|  |                                                                     |
|  | 대나무여우원숭이속                                                  |
|  |                                                                     |

|  | 여우원숭이속       |
|  |                    |
|  | 대나무여우원숭이속 |
|  |                    |

|  | \| \| 여우원숭이속 \| \| \| \| \| \| 대나무여우원숭이속 \| \| \| \| |
|  |                                                                     |
|  | 참여우원숭이속                                                      |
|  |                                                                     |
|  | 여우원숭이속                                                        |
|  |                                                                     |
|  | 대나무여우원숭이속                                                  |
|  |                                                                     |

|  | 여우원숭이속       |
|  |                    |
|  | 대나무여우원숭이속 |
|  |                    |